# Grão Mogol (gemeente)
Grão Mogol is een gemeente in de Braziliaanse deelstaat Minas Gerais. De gemeente telt 15.177 inwoners (schatting 2009).

## Aangrenzende gemeenten
De gemeente grenst aan Berilo, Botumirim, Cristália, Francisco Sá, Fruta de Leite, Itacambira, Josenópolis, Juramento, Padre Carvalho, Riacho dos Machados en Virgem da Lapa.